# Органічні результати пошуку
У пошукових системах органічні результати пошуку — це результати запитів, які визначаються виключно алгоритмічно і не залежать від платежів рекламодавців. Вони відрізняються від різних видів спонсорованих результатів, таких як явні рекламні оголошення за клік, результати покупок або інші результати, за які пошукова система отримує оплату за показ або кліки по них.

## Передумови
Пошукові системи Google, Bing і Яндекс розміщують рекламу на своїх сторінках результатів пошуку. У законодавстві США реклама має бути відокремлена від органічних результатів. Це досягається різними способами, такими як відмінності у фоні, кольорі тексту, посилань або розміщенні на сторінці. Проте опитування 2004 року показало, що більшість користувачів пошукових систем не могли розрізнити ці два типи результатів.
Оскільки лише 38% звичайних користувачів (за даними Pew Research Center) усвідомлювали, що багато з найвище розміщених «результатів» на сторінках результатів пошуку (SERP) були рекламою, індустрія пошукової оптимізації почала розрізняти рекламу та органічні результати. Загалом користувачі вважали, що всі результати є «органічними». Тому цей термін було введено для розрізнення результатів пошуку, не пов’язаних із рекламою. Цей термін використовується щонайменше з 2004 року.
Оскільки це розрізнення є важливим, термін набув широкого поширення в індустрії пошукової оптимізації та веб-маркетингу. Станом на липень 2009 року термін «органічний пошук» почав часто використовуватися поза спеціалізованою індустрією веб-маркетингу, зокрема компанією Google (наприклад, на сайті Google Analytics).
Google стверджує, що користувачі частіше клікають на органічні результати пошуку, ніж на рекламу, що фактично спростовує вищезгадані дослідження. Дослідження Google 2012 року показало, що 81% показів реклами та 66% кліків на рекламу відбуваються, коли на першій сторінці немає пов’язаного органічного результату пошуку. Воно показало, що користувачі можуть мати упередження проти реклами, якщо вона не відповідає їхнім потребам чи намірам.
Той же звіт та інші, починаючи з 1997 року, від Pew показують, що користувачі уникають клікати на «результати», які вони знають як рекламу.
Згідно з дослідженням Chitika від червня 2013 року, 9 із 10 користувачів не переходять за межі першої сторінки органічних результатів пошуку Google, що часто використовується в індустрії пошукової оптимізації для виправдання оптимізації вебсайтів для органічного пошуку. Органічна SEO описує використання певних стратегій або інструментів для підвищення позицій вмісту вебсайту в «безкоштовних» результатах пошуку.
Користувачі можуть уникати реклами в результатах пошуку та бачити лише органічні результати, використовуючи додатки для браузерів і плагіни. Інші браузери можуть мати різні інструменти для блокування реклами.
Органічна пошукова оптимізація — це процес покращення позицій вебсайтів в органічних результатах пошуку.